# Cyllodania
Cyllodania là một chi nhện trong họ Salticidae.